# Francisco Campos Tocornal
Francisco Campos Tocornal (nacido en Madrid, en 1958), pintor español. Desarrolla su obra en Madrid, con un estilo de arte figurativo.

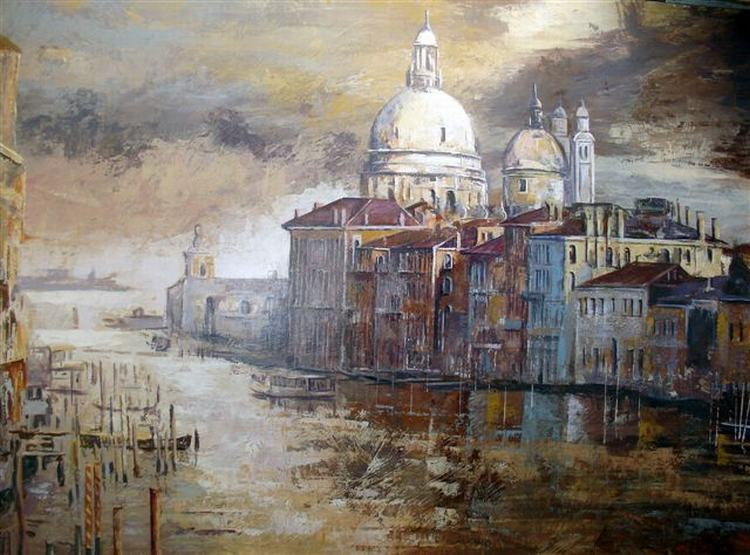
El Gran Canal, pintura suya.

## Biografía
Estudió dibujo y pintura en la Escuela de Arte de la Fundación C. Márquez de Madrid, asimismo asistió a las clases libres del Círculo de Bellas Artes de la misma ciudad. En la última década ha trabajado la acuarela, pintura al óleo, pintura acrílica y texturas con diferentes materiales y aglutinantes. Su temática es principalmente el paisaje. En su pintura se puede notar desde la arquitectura más rural y poética hasta la más moderna y urbana. Ha impartido clases de arte en la Academia de Dibujo y Pintura Navarro de Leganés (Madrid).
La pintura deCampos recoge la luz y la sombra provocando composiciones caprichosas.
En el artículo del 18 al 24 de octubre de 2002 del Punto de las Artes, Juan Antonio Tinte publicó sobre este autor que: "Su pintura le sitúa como espectador con la capacidad de ofrecer el testimonio de un ahora con matices de melancolía. Son rincones de Madrid pasados por el cedazo de un modo de sentir que vierte en pintura de un modo certero, dejando intuir todos los sentimientos y emociones que de forma evanescente sortean el aire que envuelve los lugares. Estamos hablando de un pintor con larga trayectoria, que seca sus intenciones sobre el lienzo sin dejarse resbalar. Es por eso que su pintura se nos ofrece sin flecos, recia, esquiva a los detalles manipulados, austera pero simultanea con la realidad que expone y, siempre con cierta bruma que parece interponerse como una seda que apacigua los colores para dejar al blanco un lugar destacado como vehículo de luz".

## Premios y selecciones
Año 2008:
- Primer premio VIII Edición de pintura “Mujer en el siglo XXI” Velilla de San Antonio Velilla San Antonio (Madrid)
- Primer premio en el XI Concurso Nacional de Pintura Rápida ciudad de Guadalajara
- Primer premio pintura rápida Villa de Loeches (Madrid)
- Primer premio VI Certamen de pintura de Escalona Toledo
- Primer premio IX Certamen Internacional de pintura Alcalá de Henares Patrimonio de la Humanidad
- Primer Premio III Certamen de Pintura Rápida de Anguita (Guadalajara)
- Segundo premio XX Concurso Pintura Cercla Catala de Madrid
- Segundo premio en VII Certamen de pintura de Budia (Guadalajara)
- Segundo premio I Certamen Nacional de pintura de Madrigal de las Altas Torres (Ávila)
- Tercer premio XIX Concurso Pìntura Aire libre de Mohernando (Guadalajara)
- Premio adquisición IX Certamen de Pintura rápida Eugenio Nebreda Villanueva de Gumiel Burgos
- Premio adquisición en IX Certamen de Pintura de Piedrabuena Ciudad Real
- Premio adquisición en VIII Certamen de pintura de Duron (Guadalajara)
- Premio Tubyder en el II Certamen Pintura “ José Higueras “ de Herencia Ciudad Real

Año 2007:
- Primer premio II Certamen de Pintura Rápida Tórtola de Henares (Guadalajara)
- Primer premio IX Certamen Nacional Pintura Rápida de Morata de Tajuña (Madrid)
- Premio Caixa en el II Concurso de Pintura Rápida de Perales de Tajuña(Madrid)
- Segundo premio IX Certamen Nacional de Pintura Pinta Villalba (Madrid)
- Segundo premio en VI Certamen Nacional de Pintura Rápida Fundación Concha Márquez
- Segundo Premio I Certamen Pintura Rápida Pradolongo (Madrid)
- Seleccionado en el VIII Concurso Pintura Día Internacional de la Mujer de Leganes(Madrid)

Año 2006:
- Premio Colegio de Aparejadores del IX Concurso Nacional de Pintura de Guadalajara
- Mención de Honor en el I Concurso de Santa Cruz del Valle de Ávila

Año 2005:
- Primer premio en el Concurso de Pintura Rápida de Los Molinos (Madrid)
- Premio II concurso Asociación Virgen de la Viñas de Tomelloso (C. Real)
- Premio el Condado VII Certamen Internacional de Pintura Rápida de Castellar Jaén
- Premio V Certamen de Pintura Rápida noctuna de Alcázar de San Juan (Ciudad Real)
- Tercer premio VIII Certamen de Pintura Rápida de Sacramenia Segovia
- Premio “Fumafra” en el IV Concurso Nacional de Pintura Rápida de La Carolina (Jaén)

Año 2004:
- Premio I Concurso de Pintura Rápida de Virgen de la Viñas de Tomelloso (C. Real)
- Seleccionado en el II Concurso de Pintura Rápida de Covarrubias Burgos
- Seleccionado en el V Concurso de Pintura Rápida de Béjar Salamanca

Año 2003:
- Primer premio Concurso de Pintura Rápida de Cifuentes (Guadalajara)
- Seleccionado en el Concurso de Pintura Rápida de Colmenar (Madrid)
- Seleccionado en Concurso de Pintura Rápida de Navacerrada (Madrid)
- Seleccionado en el Concurso de Pintura Rápida de Ciudad de Ávila

Año 2002:
- Primer premio Concurso de Pintura Rápida de Yunquera de Henares (Guadalajara)
- Seleccionado en Concurso Pintura Rápida de Ciudad de Ávila
- Seleccionado en Concurso de Pintura Rápida de Trijueque (Guadalajara)
- Seleccionado en el Concurso de Pintura Rápida Ciudad de Segovia

## Últimas exposiciones
- Exposición en la Galería del Instituto Egipcio de Estudio Islamiscos 2000
- Exposición en la Galería de la Ermita del Santo de Sigüenza 2001
- Exposición en Angita (Guadalajara)2001
- Exposición colectiva en el Ayuntamiento de Villanueva de Gumiel (Burgos) 2001
- Exposición en el Feria de Arte de Ávila años 2001, 2003 y 2003
- Exposición colectiva en la Iglesia del Convento de Santo Domingo de Cifuentes ( Guadalajara) 2002
- Exposición Individual en la Galería Azteca de Madrid 2002
- Exposición Colectiva en la Casa de la Cultura de Colmenar Viejo (Madrid) 2003
- Exposición colectiva Salas de los Infantes (Burgos) 2004
- Exposición colectiva Casa Doña Sacha en Covarrubias (Burgos), 2004
- Exposición Colectiva Galería Liceo Guadalajara, 2004
- Exposición colectiva Cerezo de Abajo (Segovia), 2004
- Exposición Individual en la Galería Liceo de Guadalajara, noviembre de 2004
- Exposición Colectiva en Centro de cultura de Ponferrada León, 2005
- Exposición Individual en Aderezo (Madrid), 2005
- Exposición individual en la Galería de Arte Liceo (Guadalajara), 2006
- Exposición Individual en la Caja Rural de Toledo 2006
- Exposición Individual en ABC de Madrid 2006
- Exposición en Fidipica Madrid 2006
- Exposición colectiva Sala de Cultura de Valladolid 2006
- Exposición Colectiva en Sala de Cultura de Villalba (Madrid) 2006
- Exposición Colectiva en la Casa de Cultura de El Escorial (Madrid) 2006
- Exposición colectiva en Santa Cruz del Valle (Ávila) 2006
- Exposición colectiva en el Ayuntamiento de Chinchilla (Albacete) 2006
- Exposición colectiva en Sala Fco. Fatou (Madrid)2006
- Exposición Instituto de la Mujer de Leganés (Madrid) 2007
- Exposición en Fidipica Madrid 2007
- Exposición colectiva en Ayuntamiento de la La Carolina (Jaén) 2007
- Exposición colectiva en Palazuelos del Eresma (Segovia) 2007
- Exposición en Fidipica Madrid 2008
- Exposición en la Galería Liceo de Guadalajara 2008
- Exposición Instituto de la Mujer de Leganés (Madrid) 2008

## Empresas y organismos con sus obras
- Museo de Arte Contemporáneo de Santo Domingo Cifuentes
- Casa de la Cultura de Moratalaz de Madrid
- Ayuntamiento de Yunquera de Henares
- Restaurante La Torcaz
- Restaurante Café de París
- Ayuntamiento de Los Molinos (Madrid)
- Ayuntamiento de la Carolina ( Jaén)